# Stawki (hromada Zaleszczyki)
Stawki (ukr. Ставки, Stawky) – wieś na Ukrainie, w  obwodzie tarnopolskim, w rejonie czortkowskim.
Do 2020 w rejonie zaleszczyckim.